# Parafia Nawiedzenia Najświętszej Maryi Panny w Zaborowie (powiat warszawski zachodni)
Parafia pw. Nawiedzenia Najświętszej Maryi Panny w Zaborowie – rzymskokatolicka parafia należąca do dekanatu laseckiego, archidiecezji warszawskiej, metropolii warszawskiej Kościoła katolickiego, w Zaborowie, ok. 16 km na zachód od Warszawy, na skraju Puszczy Kampinoskiej. Obsługiwana przez księży archidiecezjalnych. 

## Historia
Parafia erygowana została w 1465. Powstał wtedy drewniany kościół. W 1661 Zofia Kryska z Lubieńskich, kanclerzyna koronna, ufundowała kolejny drewniany kościół, który spłonął w 1700. Następny kościół został rozebrany pod koniec XVIII wieku. 
W 1791 Karolina i Placyd Izbińscy ufundowali obecną świątynię według projektu Hilarego Szpilowskiego. Była ona dwukrotnie odnawiana (1839 i 1905) i konsekrowana w 1909.
W 1927 utworzono Kółka Żywego Różańca, w 1931 odnowiono działalność bractwa św. Anny, w następnym roku utworzono Stowarzyszenie Niewiast Katolickich oraz Stowarzyszenie Mężów Katolickich. Oprócz tego istniał w parafii Komitet Bezrobocia oraz Kółko Rolnicze.
W 1967 zostały ufundowane dzwony - Maryja, Wojciech oraz Jan konsekrowane 26 października 1968 przez kardynała prymasa Stefana Wyszyńskiego.

### Kościół parafialny
Kościół pw. św. Anny w Zaborowie

### Cmentarz
Cmentarz parafialny w Zaborowie